# عمر دیاکیته
عمر دیاکیته (انگلیسی: Oumar Diakité؛ زادهٔ ۲۰ دسامبر ۲۰۰۳) بازیکن فوتبال اهل ساحل عاج است.
وی همچنین در تیم ملی فوتبال ساحل عاج بازی کرده است.